# Política da Austrália

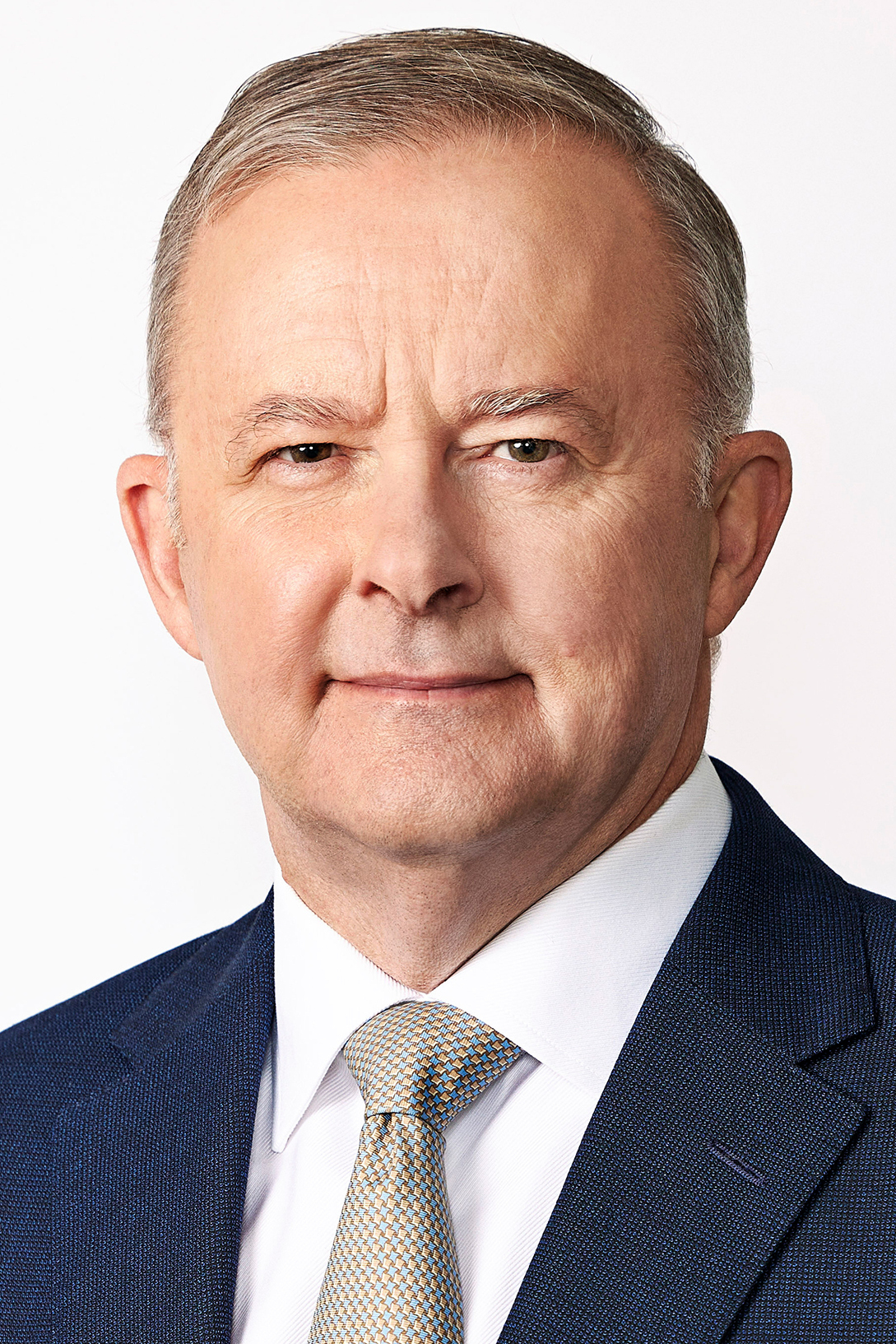
Anthony Albanese, o atual primeiro-ministro da Austrália.

O chefe de estado é o rei Carlos III da Grã-Bretanha e Irlanda do Norte, representado pelo governador geral australiano, que é nomeado pelo rei depois de aconselhadaopelo primeiro-ministro. Embora as atribuições do governador geral costumem ser meramente simbólicas e cerimoniais, agindo sempre de acordo com a recomendação dos ministros e do governo, ele exerce um importante papel dentro da organização da política australiana. Cabe ao governador geral a escolha do primeiro-ministro se as eleições resultarem num parlamento onde nenhum partido consiga a maioria e nem a construção de uma coligação. Também é seu dever demitir um primeiro-ministro ou demais ministros que tenham perdido a confiança do parlamento ou que tenham atuado ilegalmente. Além disso o governador geral tem o poder de recusar um pedido do primeiro ministro para dissolver o parlamento. Em essência, o papel político do governador geral como chefe de estado é proteger a constituição e facilitar o trabalho do parlamento e do governo.
O governo emana de um Parlamento eleito por sufrágio universal. O Parlamento Federal é composto pelo Senado e pela Câmara dos Representantes. O actual primeiro-ministro é Anthony Albanese, líder do Partido Trabalhista Australiano.
O Senado é composto de 76 membros, com representação igual para todos os estados, como no Senado dos Estados Unidos. Um estado elege doze senadores, mas um território (como o Território do Norte ou o Território da Capital Australiana) pode eleger somente dois senadores. A Câmara dos Representantes, cujo modelo é a Câmara dos Comuns no Grã-Bretanha é composta de 148 membros. A representação dos estados nesta Câmara é determinada pelo tamanho da sua população, mas cada distrito eleitoral tem somente um membro.
O Senado tem o poder de modificar os projectos de lei da Câmara dos Representantes, que inclui assuntos fiscais. Em 1975, houve um crise constitucional, quando o Senado não aprovou o orçamento do governo trabalhista de Gough Whitlam. A paralisia legislativa resultou na demissão do primeiro-ministro pelo governador-geral, Sir John Kerr.
Este ato controverso pelo representante da Rainha, contribuiu para o apoio crescente a favor da república, mas no referendo de 1999, houve divisões entre os republicanos sobre a questão da escolha do presidente, e no final acabou prevalecendo a rejeição da república como forma de governo.
| Câmara dos Representantes da Austrália |  | Parlamento da Austrália |  | Senado da Austrália |
| Câmara dos Representantes da Austrália |  | Parlamento da Austrália |  | Senado da Austrália |